# Stara Huta (hromada Smotrycz)
Stara Huta (ukr. Стара Гута) – wieś na Ukrainie, w obwodzie chmielnickim, w rejonie kamienieckim, w hromadzie Smotrycz. W 2022 liczyła 661 mieszkańców.